# Esdevenir
L'esdevenir és un concepte filosòfic molt relacionat amb el temps i amb els conceptes de mutació o canvi; per això ha de ser entès per esdevenir el fet que, en la realitat res no és estàtic, sinó un flux o un corrent dinàmic.
El terme esdevenir apunta al procés de ser, o al fet de ser com un procés. D'aquesta manera és freqüent ubicar com a contraris esdevenir i ser. Amb aquest mot s'apunta a totes les formes d'arribar a ser, o —en gerundi— d'estar sent.
Els grecs, ja des dels presocràtics, s'enfrontaven amb aquest inquietant problema, donant-hi solucions múltiples. Bàsicament, tals pensaments discorren entre l'acceptació de la mobilitat fins a la seva negació racional, no empírica.
El primer dels grups de pensadors a citar és Heràclit, per a qui, segons una interpretació de Plató, «ningú no es banya dues vegades a les mateixes aigües d'un riu». El pensament d'aquest filòsof és arquetípic per al problema de l'esdevenir en tota la filosofia occidental. L'esdevenir és, per a Heràclit, la substància de ser, atès que tota cosa està subjecta al temps i a la transformació. Àdhuc allò que sembla estàtic en la percepció sensorial, està en realitat en situació dinàmica i en continu canvi.
Aquesta idea la simbolitza amb el "foc", principi o arque de totes les coses, car aquest element és la metàfora per antonomàsia per al moviment perpetu, per a la vida fugitiva i la destrucció final i ineludible.
L'esdevenir és així la llei immutable, el logos, en virtut del qual tot canvia, tret de la pròpia llei del moviment. La condició estàtica és sinònim de mort.
És comprensible, aleshores, que Heràclit afirmi que tot flueix (panta rei). La imatge del riu ho mostra. I, extremant les coses, el seu deixeble Cràtil objectarà al seu mestre que no sols és impossible banyar-se dues vegades al mateix riu, atès que en realitat ni tan sols és possible banyar-s'hi un sol cop, i això en virtut que l'aigua que mulli en principi els peus, ja no serà la que mulli els turmells...
En Parmènides, de l'escola d'Elea, s'hi troba una posició diametralment oposada. Concebut el ser com una totalitat estàtica, el moviment i el canvi hi són impossibles, només aparents o fal·laços. Perquè tant el moviment com el canvi són un passatge del ser, "que s'és", en ser "que no s'és" ara. I el no ser (o el no-res) no existeix ni pot existir. L'esfera parmenídia del ser és —conseqüentment— inamovible i no fluent, ingendrada, amb límits o perifèria, imperible, sense esquerdes, compacta, intemporal i tot plena de ser... Perquè aquestes característiques poguessin no donar-se, s'hauria d'acceptar l'existència del no ser, i això és racionalment contradictori.
Ja en la filosofia clàssica de Grècia, Plató en dirà que l'estatisme parmenidi convé, de manera específica, al món de les idees, i no al dels éssers sensibles. La propensió general de Plató és fer de l'esdevenir una propietat específica de les coses, com a reflexos o còpies només aparents de les idees. Aristòtil criticà les concepcions de l'esdevenir proposades pels pensadors anteriors i intentà eludir l'aporia parmenídia, apel·lant als conceptes de potència i acte. Una cosa és una substància en acte, i eventualment un ser successiu o possible, en potència.